# كالاموس (أتيكا)
كالاموس (Κάλαμος) هي مدينة في إقليم أتيكا في اليونان. كانت بلدية سابقا قبل أن تدخلها الحكومة اليونانية عام 2011 في بلدية أوروبوس
يبلغ عدد سكانها حوالي 2432 نسمة.